# 聖卡洛斯 (門多薩省)

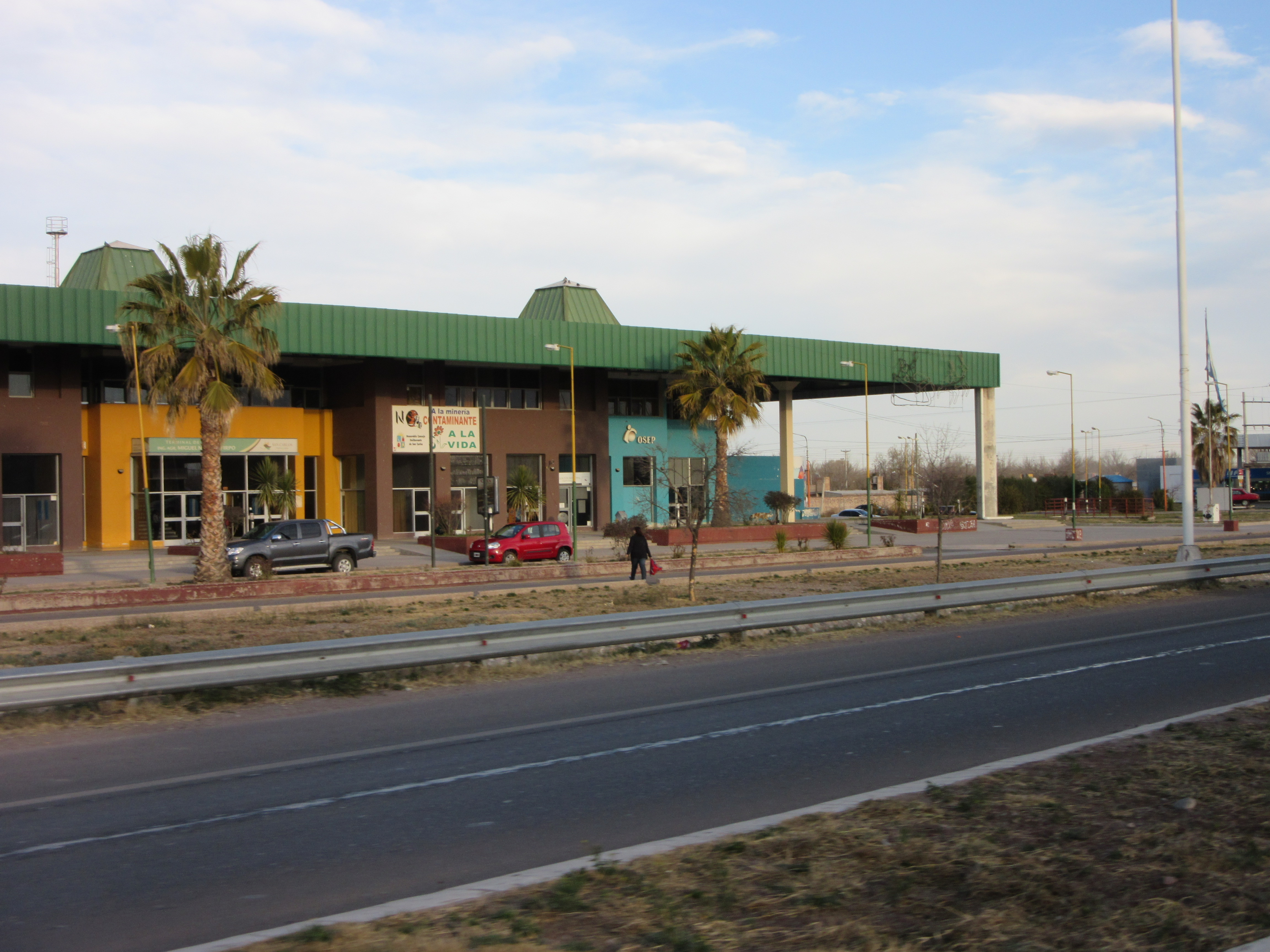
聖卡洛斯

33°46′S 69°2′W / 33.767°S 69.033°W
聖卡洛斯（西班牙語：Villa San Carlos），是阿根廷的城鎮，位於該國西部門多薩省，是聖卡洛斯縣的首府，始建於1772年10月3日，海拔高度929米，該地區的地震活動頻繁和低強度，2001年人口3,262。